# Chlorophorus albopunctatus
Chlorophorus albopunctatus là một loài bọ cánh cứng trong họ Cerambycidae.